# Åke Bergman
Åke Herman Gottfrid Bergman (Malmö, 26 maggio 1896 – Malmö, 27 febbraio 1941) è stato un nuotatore svedese, specializzato nello stile dorso.

## Biografia
Visse con i genitori Anders e Berta vicino a uno stabilimento balneare, dove iniziò ad allenarsi nel nuoto.
La sua squadra di club fu il Malmö Simsällskap.
All'età di 15 anni, rappresentò la Svezia ai Giochi olimpici estivi di Stoccolma 1912, dove fu eliminato in betteria nei 100 m dorso. Fu il più giovane nuotatore a partecipare alla specialità.
In seguito giocò anche a pallanuoto, ma perse la vista da un occhio in seguito a un infortunio durante una partita.
Esercitò la professione di cappellaio, dato che il padre possedeva la fabbrica di cappelli A Bergman's Hat & Hat Factory.
Ebbe una figlia, di nome Karin.